# 圣马力诺天主教民主党
圣马力诺天主教民主党（意大利语：Partito Democratico Cristiano Sammarinese，缩写为PDCS）是圣马力诺的一个中右翼基督教民主主义政党。
圣马力诺天主教民主党是欧洲人民党的一个观察员。在2016年的大选中，该党赢得了议会60席中的10席。